# Sweet Disaster
Sweet Disaster (dt.: „Süße Katastrophe“) ist ein deutscher Spielfilm von Laura Lehmus aus dem Jahr 2021. Die Tragikomödie handelt von einer Frau (dargestellt von Friederike Kempter), die mit einer Trennung und einer späten Schwangerschaft konfrontiert wird.

## Handlung
Die 40-jährige Maltherapeutin Frida kehrt nach einem Besuch bei ihren Eltern in Finnland nach Hause zurück. Auf dem Flughafen begegnet ihr Felix. Dieser ist gerade von seiner Freundin verlassen worden. Frida versucht den frustrierten Piloten aufzumuntern und sie teilen sich an einer Bar ein finnisches Roggenbrot und Champagner. Im Verlauf des Tages lernen sich die beiden besser kennen und werden schließlich ein Liebespaar.
Als Frida unerwartet schwanger wird, endet die Beziehung abrupt. Felix trennt sich von ihr und kehrt zu seiner früheren Partnerin zurück. Gleichzeitig erhält Frida die Nachricht, dass ihre Schwangerschaft aufgrund ihres Alters gesundheitliche Probleme verursacht. Eigentlich ist sie zu Ruhe gezwungen, doch Frida will Felix unter allen Umständen zurückgewinnen. Dabei greift sie zum Teil auf absurde Methoden zurück. Unterstützt wird Frida dabei von der 15-jährigen Yolanda, die über die nötige Spionage-Ausrüstung verfügt. Am Ende helfen sich die beiden gegenseitig.

## Entstehungsgeschichte
Sweet Disaster ist das Spielfilmdebüt der finnischen Kurzfilmregisseurin Laura Lehmus. Das Drehbuch stammt aus der Feder von Ruth Toma. Beide wollten mit Frida „eine nachvollziehbare Figur in chaotischen Umständen“ erschaffen und von ihr „mit Humor und Empathie“ erzählen, aber das Publikum „auch die Einsamkeit der Figur spüren zu lassen“. „Die reiche Innenwelt der Charaktere hat mir viel Freiheit in der Umsetzung gelassen. Mein Lieblingsthema ist das „Strong-support-Weak“. Wer der Starke in meinem Film ist, kann jeder für sich selbst entscheiden [...]“, so Lehmus.
Die Dreharbeiten zum Film fanden vom 16. September bis 21. Oktober 2020 in Berlin, Brandenburg, Sachsen sowie in Los Angeles statt. Produziert wurde Sweet Disaster von der Zeitgeist Filmproduktion in Koproduktion mit der Field Recordings Filmproduktion, dem ZDF/Das kleine Fernsehspiel, der Fantomfilm GmbH und mit Unterstützung von Arte. Gefördert wurde das Projekt vom Beauftragten der Bundesregierung für Kultur und Medien (Fördersumme: 500.000 Euro), dem Deutschen Filmförderfonds (278.080 EUR), der Film- und Medienstiftung NRW (170.000 Euro) und der Filmförderungsanstalt.

## Veröffentlichung
Sweet Disaster wurde am 3. November 2021 im Rahmen des Londoner Raindance Film Festival uraufgeführt. Die Deutschland-Premiere erfolgte am 21. Januar 2022 beim Filmfestival Max Ophüls Preis.
Der Film wurde in den Wettbewerb des Filmfestival Max Ophüls Preis 2022 eingeladen.

## Festivals und Auszeichnungen
Sweet Disaster gewann im Jahr 2022 auf dem indischen Jaipur International Film Festival den Preis für die besten visuellen Effekte. Im selben Jahr wurde der Film in den Spielfilmwettbewerb des Filmfestivals Max Ophüls Preis eingeladen.
Ebenfalls 2022 gewann Laura Lehmus mit Sweet Disaster den Best Director Award im kanadischen Pendance Festival.

## Kritik
„Das Drama im Gewand einer Komödie nutzt ein großes Arsenal an Tricktechniken und Ästhetiken, um die kunterbunte Innenwelt der Protagonistin zu beleben, mit der sie ihre Alltagserfahrungen in Schach hält. Allem Überschwang zum Trotz verhandelt der Film die aufgeworfenen Themen aber durchaus ernsthaft und gleitet darüber auch nicht in Selbstmitleid ab.“